# Лікарня АДК
Лікарня АДК (англ. ADK Hospital) — перша і найбільша приватна лікарня, розташована в місті Мале, Республіка Мальдіви. Ця лікарня є одна з двох найбільших лікарень, розташованих в Мале. Нині у лікарні працює 5 операційних, а саме Санрайс, Біч, Андервотер, Сід і Нест, дві останні присвячені акушерським та гінекологічним операціям. У ній також є двопланова лабораторія катетеризації серця — Анемон, що забезпечує високоякісні серцеві та неврологічні втручання. У лікарні є 6-місне відділення інтенсивної терапії, 12-місне відділення високої залежності та 5-місне відділення кардіологічної допомоги.

## Логотип
Логотип лікарні АДК був ребрендований наприкінці 2008 року. Новий логотип зображує змію, обернуту навколо палички, що представляє собою стрижень Асклепія, який використовується як міжнародний медичний символ, який асоціюється із зціленням через медицину. Яблуко означає здоров'я і благополуччя, а також профілактику.

## Відділення
- Анестезіологія
- Кардіологія
- Кардіоторакальна хірургія
- Стоматологія
- Дерматологія та венерологія
- ЛОР
- Невідкладна медицина
- Ендокринологія
- Гастроентерологія
- Терапія
- Лабораторія
- Неврологія
- Нейрохірургія
- Харчування та дієтологія
- Акушерство та гінекологія
- Ортопедія
- Офтальмологія
- Педіатрія
- Фізіотерапія та реабілітація
- Психіатрія
- Легенева та респіраторна медицина
- Рентгенологія
- Логопедія
- Хірургія
- Урологія